# Jichișu de Sus, Cluj
Jichișu de Sus (în maghiară Felsőgyékényes) este un sat în comuna Jichișu de Jos din județul Cluj, Transilvania, România.

## Scurtă prezentare
Localitatea se află la 12,1 km distanță față de orașul Dej. Numele de Jichiș provine de la râul Jichiș care străbate localitatea, iar numele "de Sus" explică distingerea față de localitatea Jichișu de Jos, datorită așezării, la o înălțime mai mare.

## Istoric
Pentru prima dată este amintit în 1261 iar în anul 1379 este amintit Jichișul ca sat.
De-a lungul timpului localitatea este cunoscută sub mai multe denumiri, astfel: 
- 1379 - Gyekenes
- 1448 - Feulsew-Gyekenes
- 1536 - Felső-Gyékényes
- 1553 - Felseu-Gekenes
- 1609 - Gyekenes
- 1627 - Felső-Gyikénes
- 1831 - Felső-Gyékényes, Rohrdorf, Gyikisu

## Date geologice
Referitor la structura geologică, sedimentele sunt reprezentate de argile, marne și intercalații de tufuri vulcanice care datează din Bademianul inferior. Aflorimentele principale se întâlnesc în Dealul Malu și în locul numit Sub Topile. În Dealul Malu înșiruirea de cinerite este bisecvențială, fiind caracterizată de apariția la zi a unui neck ignimbritic, ceea ce face din această apariție la zi un caz singular cu o mare importanță în studiile vulcanologice legate de Tuful de Dej. Curgerile ignimbritice se definesc printr-o compactare  mai mare a rocii decât în cazul tufurilor vulcanice, dar și prin prezența texturilor micro- până la macrovacuolare datorate degazeificării. Acest neck ignimbritic traversează prima secvență piroclastică care se caracterizează printr-o dispunere normală pe verticală a granulelor și care totodată este parțial acoperită de cea de-a doua secvență piroclastică. Existența unor blocuri de rocă ignimbritică riodacitică rocă care are un contur neregulat (1,5 x 2 m) la baza celei de-a doua secvente piroclastice indică momentul de punere în loc a neck-ului. 
Roca ignimbritică conține enclave de roci vulcanice (îndeosebi riolite), tufuri grosiere și fine, dar și fragmente de gresii. Se pot observa cu ochiul liber crăpături de răcire ale rocii, iar la microscop se pot observa deformarea plastică a sticlei vulcanice și opacitatea biotitului , datorită vâscozității și temperaturii ridicate a topiturii ignimbritice. Neck-ul prezent are o grosime de aproximativ 30 m la bază și de aproximativ 70 m în partea superioară. 
Datorită caracterelor structurale și vulcanologice ale complexului Tufului de Dej din această regiune, dar și a caracterului secvențial, pulsatoriu al depozitelor, structura grosieră de la bază, prezența blocurilor ignimbritice în baza celei de-a doua secvență de tufuri și prezența neck-ului ignimbritic din Dealul Malu,  susține existența unei surse vulcanice locale. Datorită prezenței conglomeratelor bazale cu matrice tufacee se poate vorbi de un regim de ape puțin adânci, de o ridicare a fundului mării și de o asemănare cu regimul tectono-vulcanic din timpul erupției structurii Ciceu. Apare ipoteza prezenței în același timp a mai multor centre de erupție (Jichișu de Sus, Pâglișa – Șoimeni, Ciceu) de dimensiuni mici, într-un sistem liniar freatic-freatomagmatic plinian, având compoziție riolitică-dacitică.

## Lăcașuri de cult
- Biserica Ortodoxă

Încă din secolul al XVIII-lea satul dispunea de o biserică din lemn cu hramul „Sfinții Arhangheli Mihail și Gavriil” aflată în vechiul cimitir, biserică vândută în 1907 satului Corneni. În 1905-1907 a fost construită o nouă biserică de piatră și lemn de Peterfi Nicolae și Gheorghe din Cubleșu Someșan. De-a lungul timpului biserica a fost renovată (1936 și 1945), reparată capital (1970-1971), rezidită în partea dărâmată dinspre altar (1976-1977), reparată și pictată (1987-1988) de Constantin Bumbu.
- Biserica Greco-Catolică „Bunavestire” construită în anul 1997.

 Casa parohială  a fost construită în 1908 de familia Haranguș, iar în 1910 a fost cumpărată pentru parohie. Cele trei camere pe care le are actuala clădire au fost reparate de mai multe ori și modernizate de-a lungul timpului.

## Școala
Școala confesională
În anul 1851 exista o casă școlară din materiale solide, construită împreună cu sătenii din Șigău, înlocuită de o clădire din zid în 1898.
| An   | Nr. de elevi | Dascăli       |
| ---- | ------------ | ------------- |
| 1867 | 53           | Ioan Lochianu |
| 1877 | 35           | Luca Bora     |
| 1882 | 20           | Teodor Vescan |
| 1886 | 32           | Vasile Pop    |
| 1890 | 52           | Vasile Pop    |
| 1894 | 42           | Vasile Pop    |
| 1896 | 48           | Vasile Pop    |
| 1898 | 40           | Vasile Pop    |
| 1900 | 42           | Vasile Pop    |
| 1903 | 56           | Vasile Pop    |
| 1906 | 47           | Nicolae Ianu  |
| 1914 | 53           | Nicolae Ianu  |

## Imagini

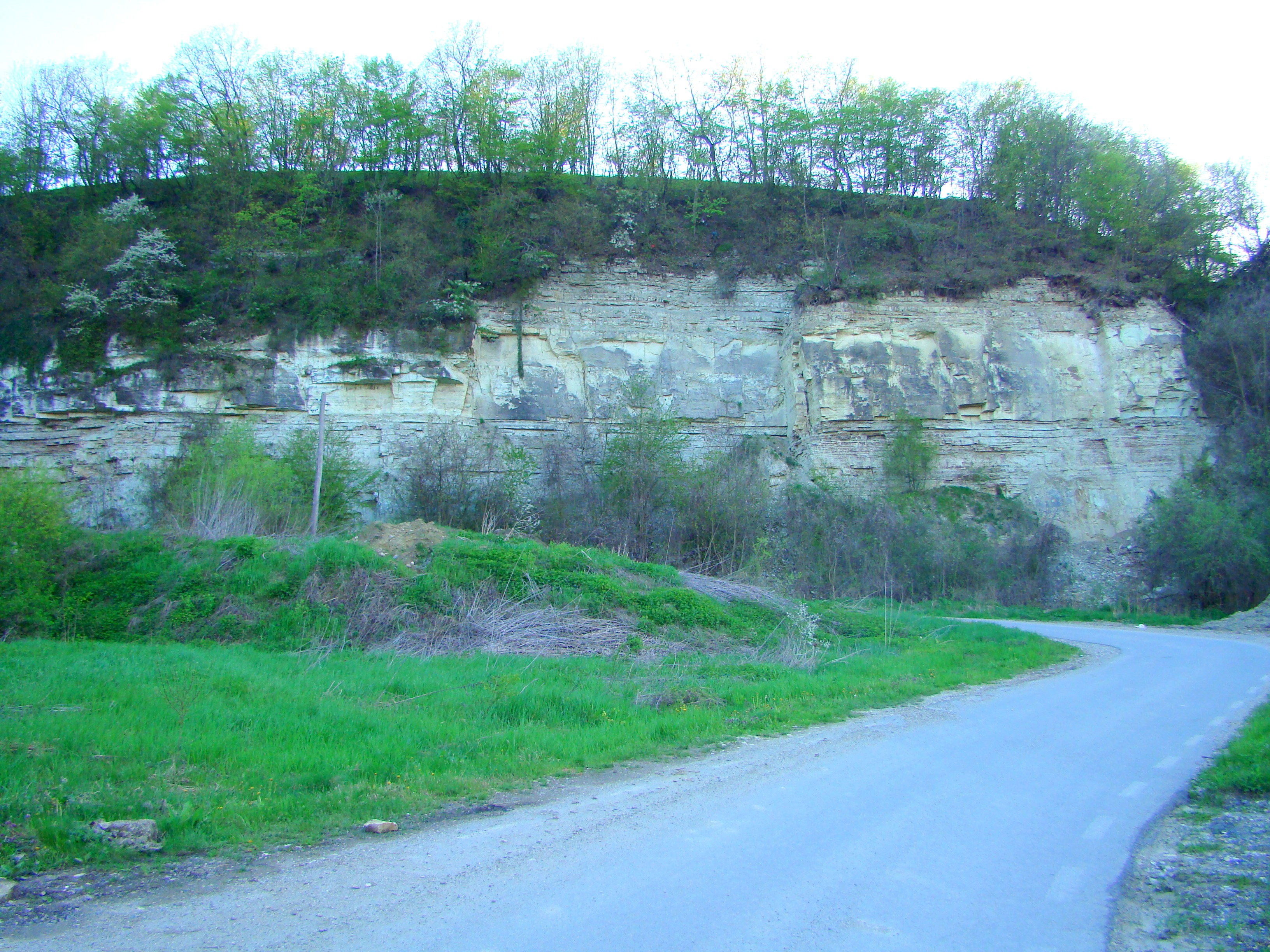
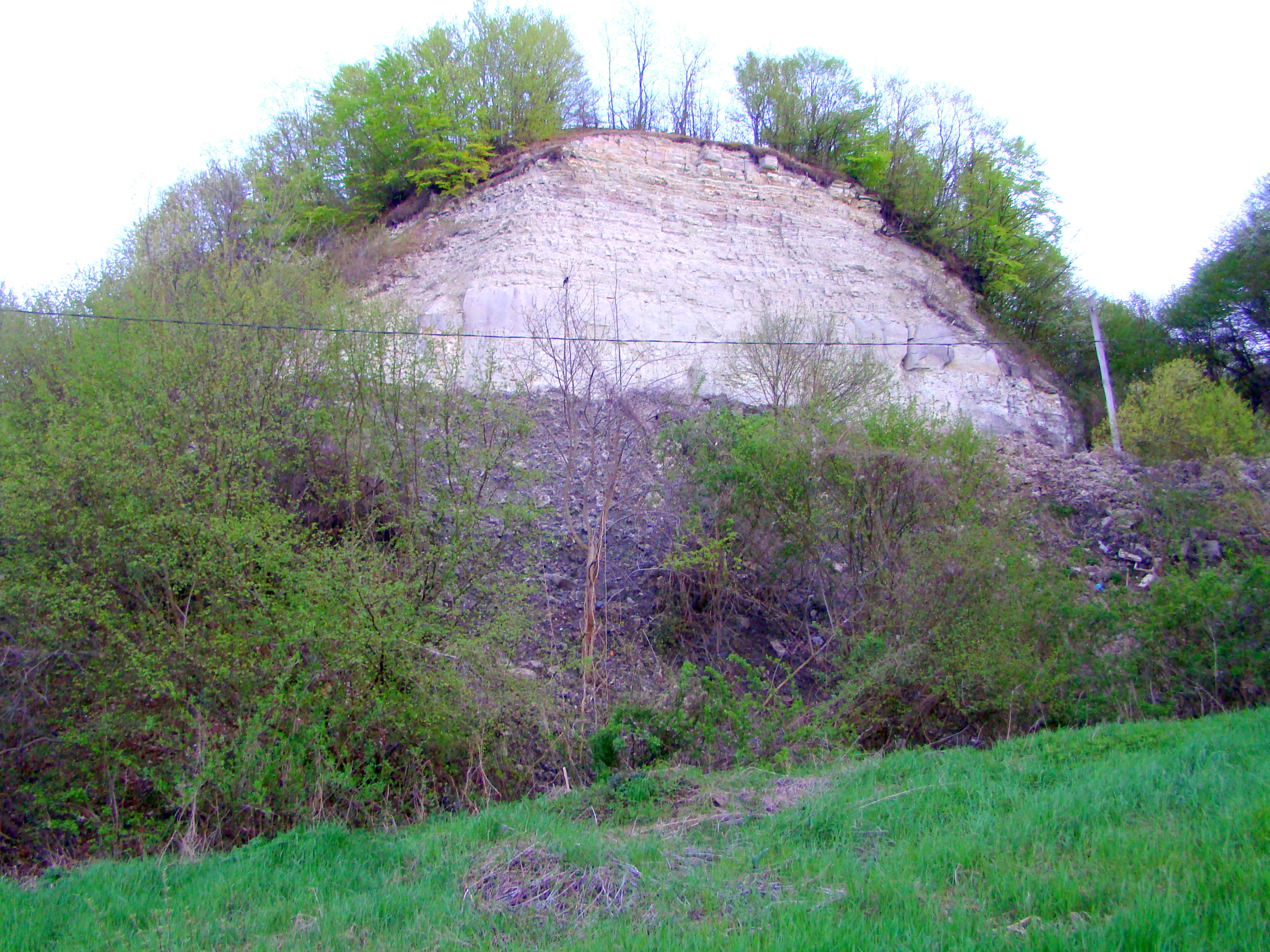
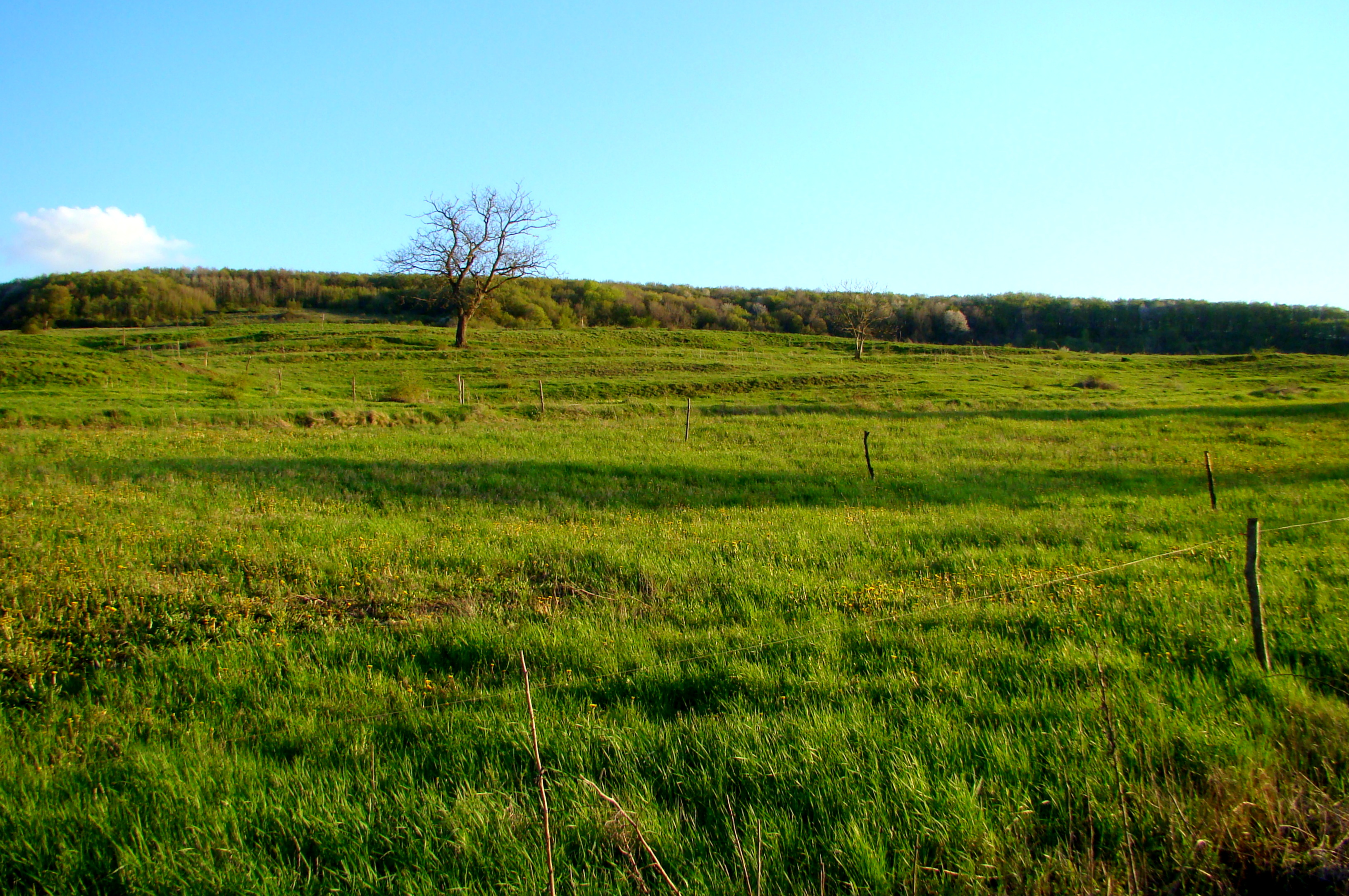
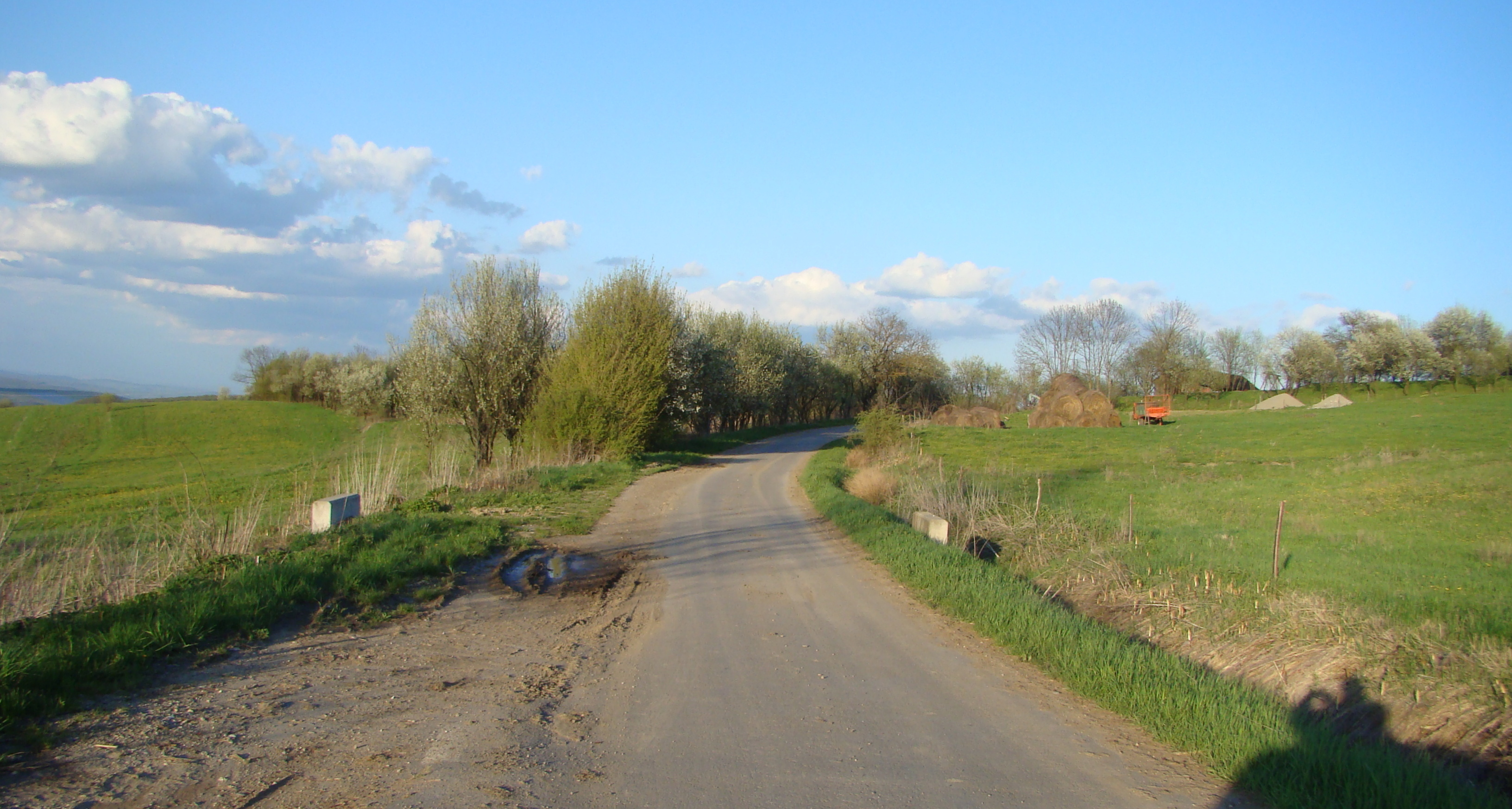
Drumul Șigău-Jichișu de Sus
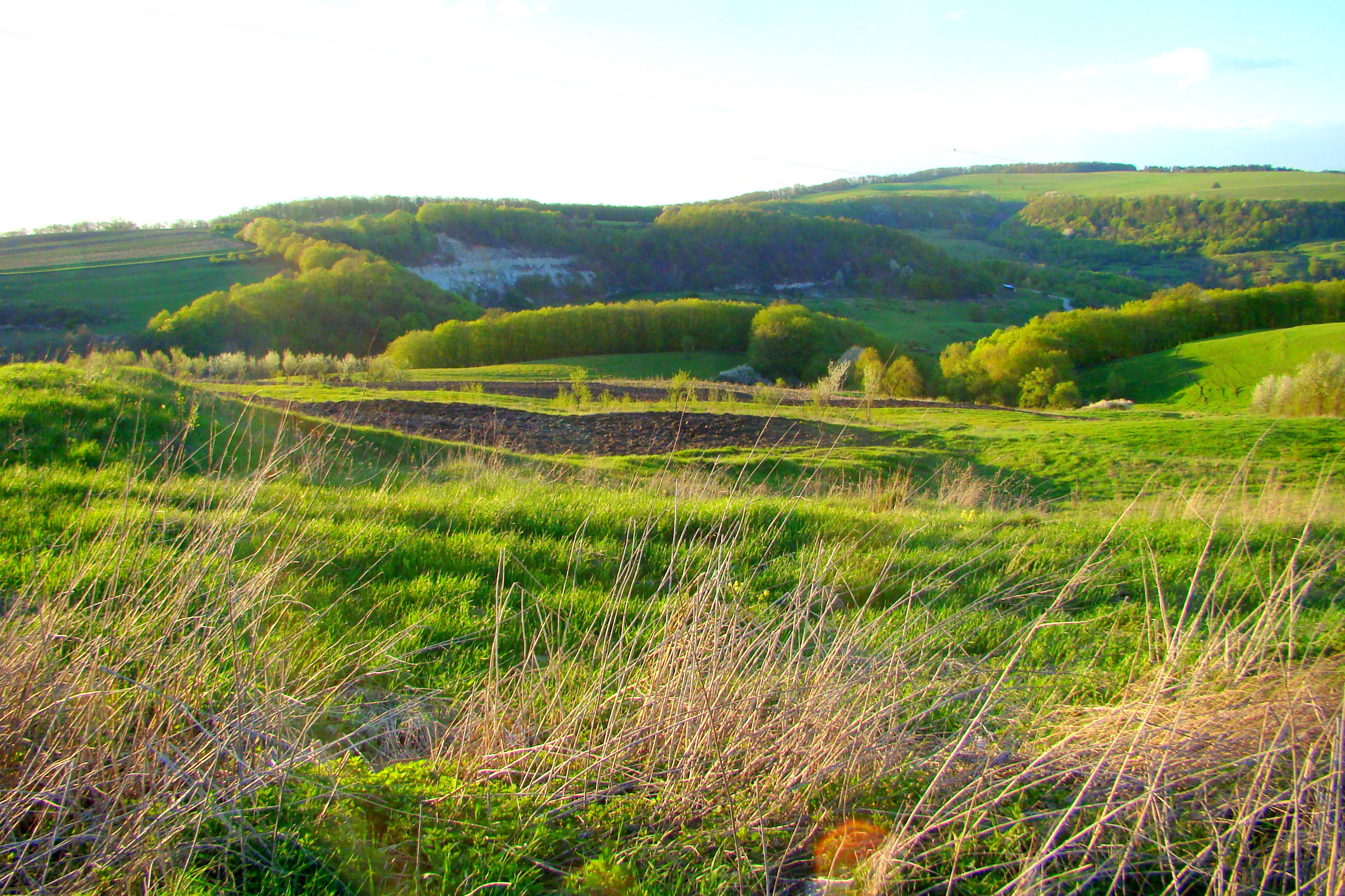
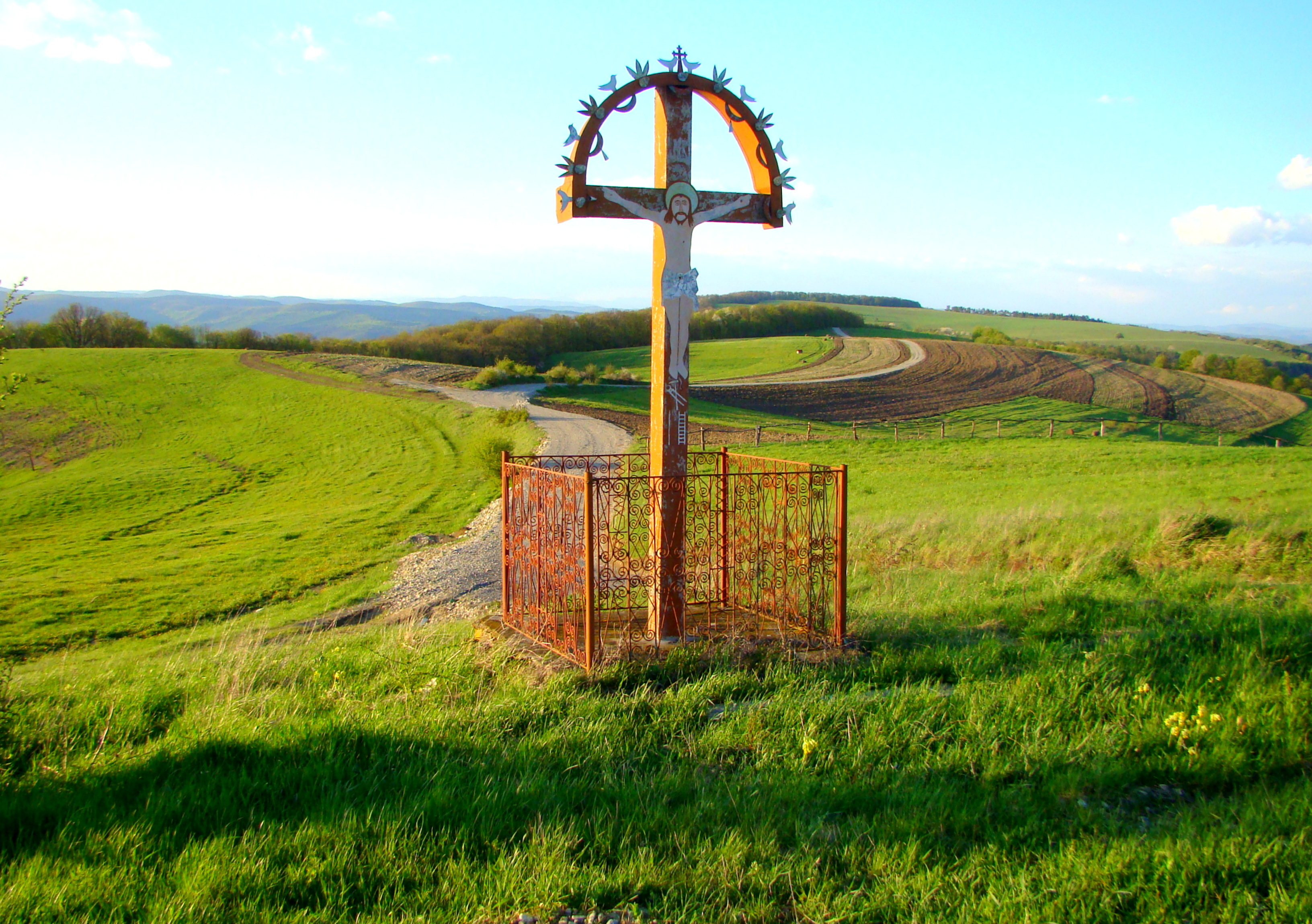
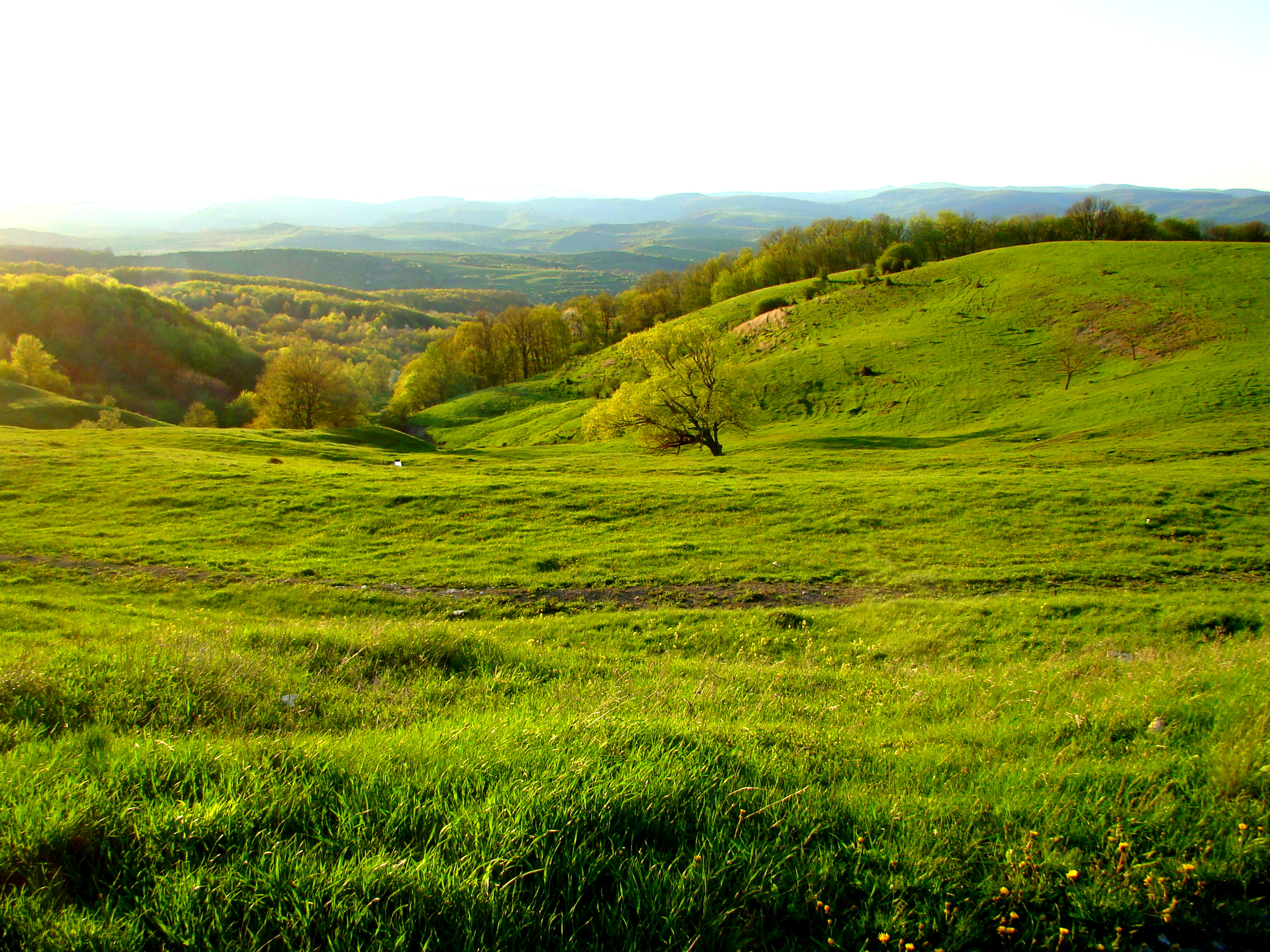
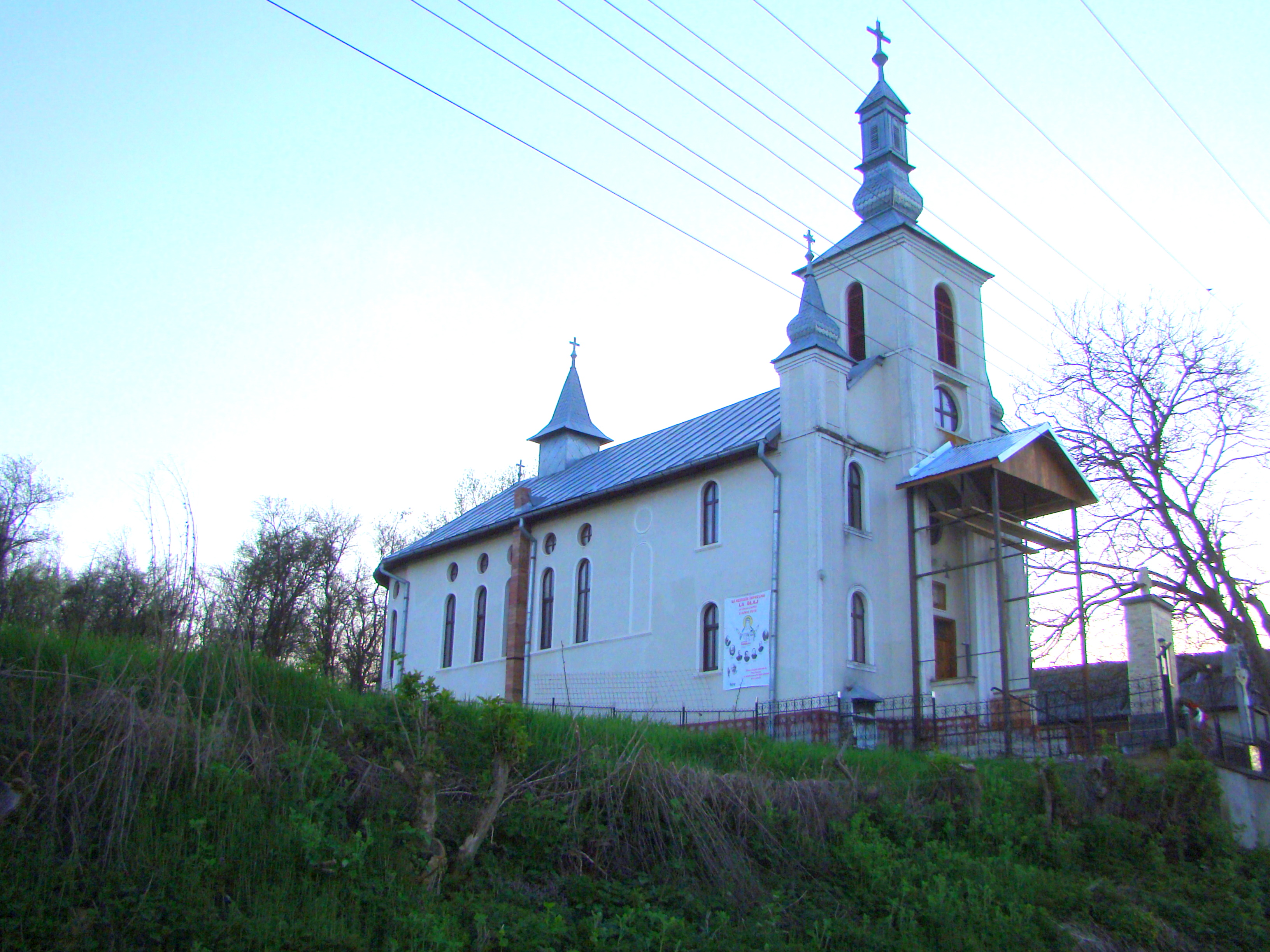
Biserica greco-catolică
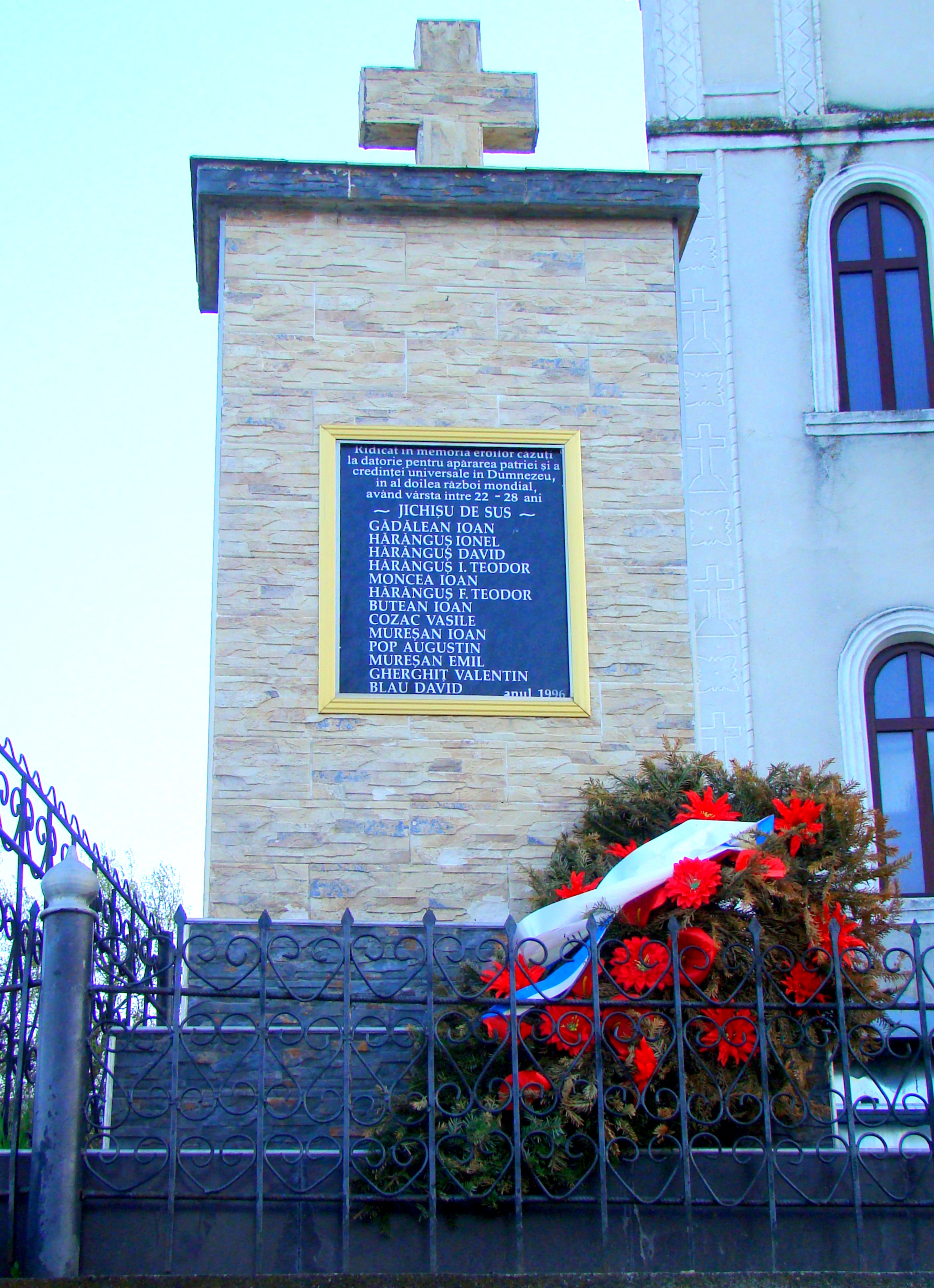
Monumentul eroilor
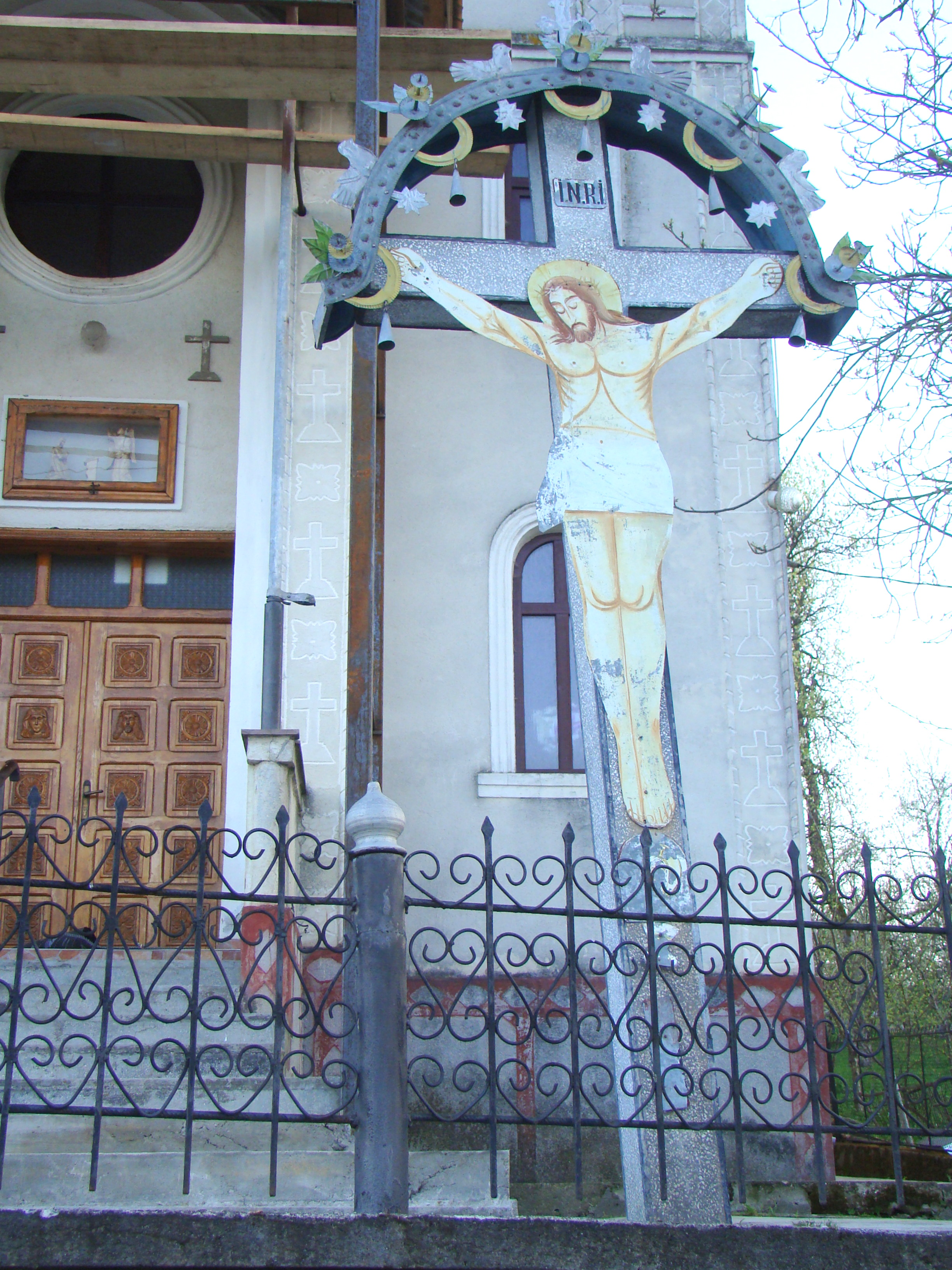
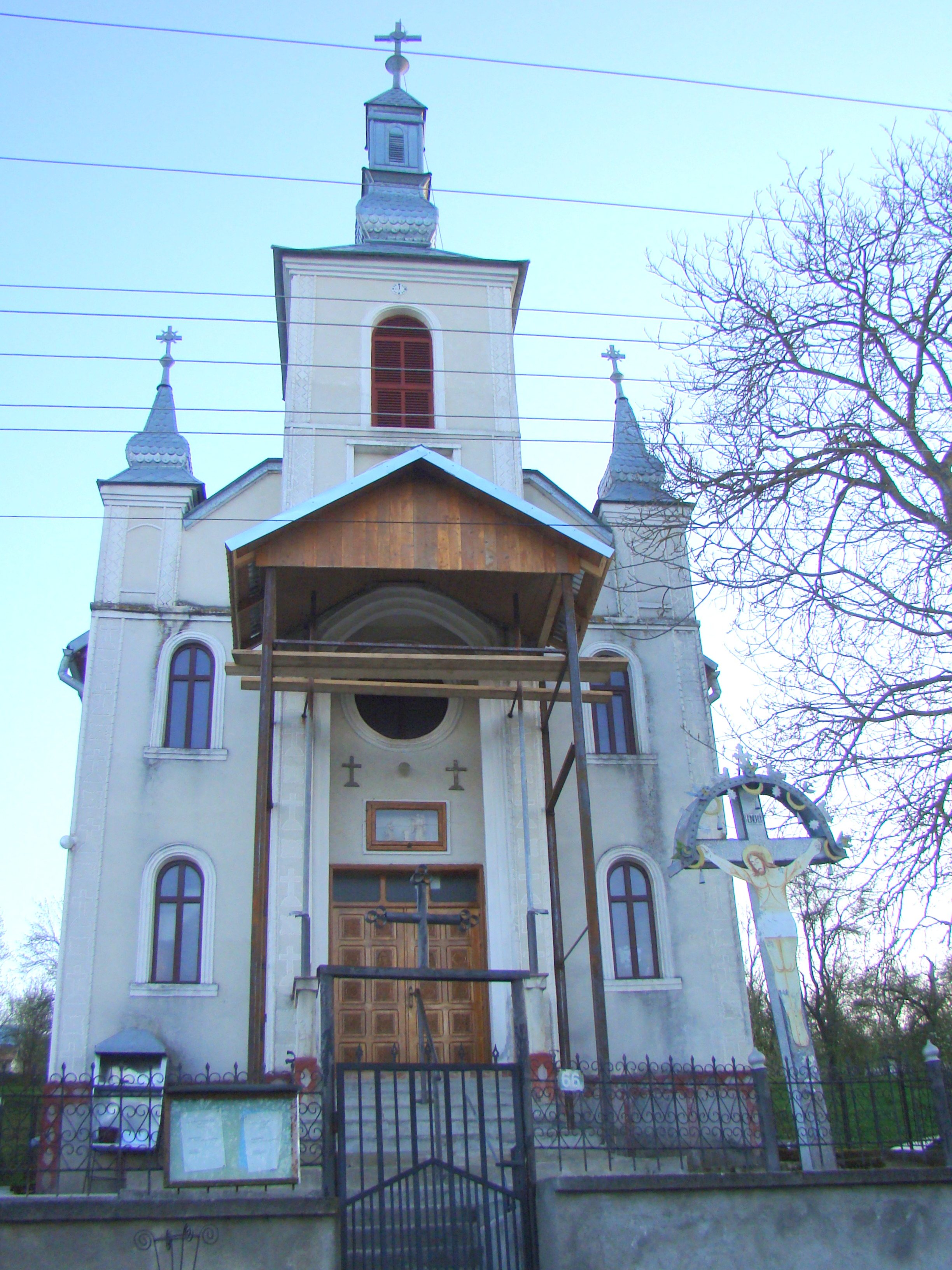
Biserica greco-catolică
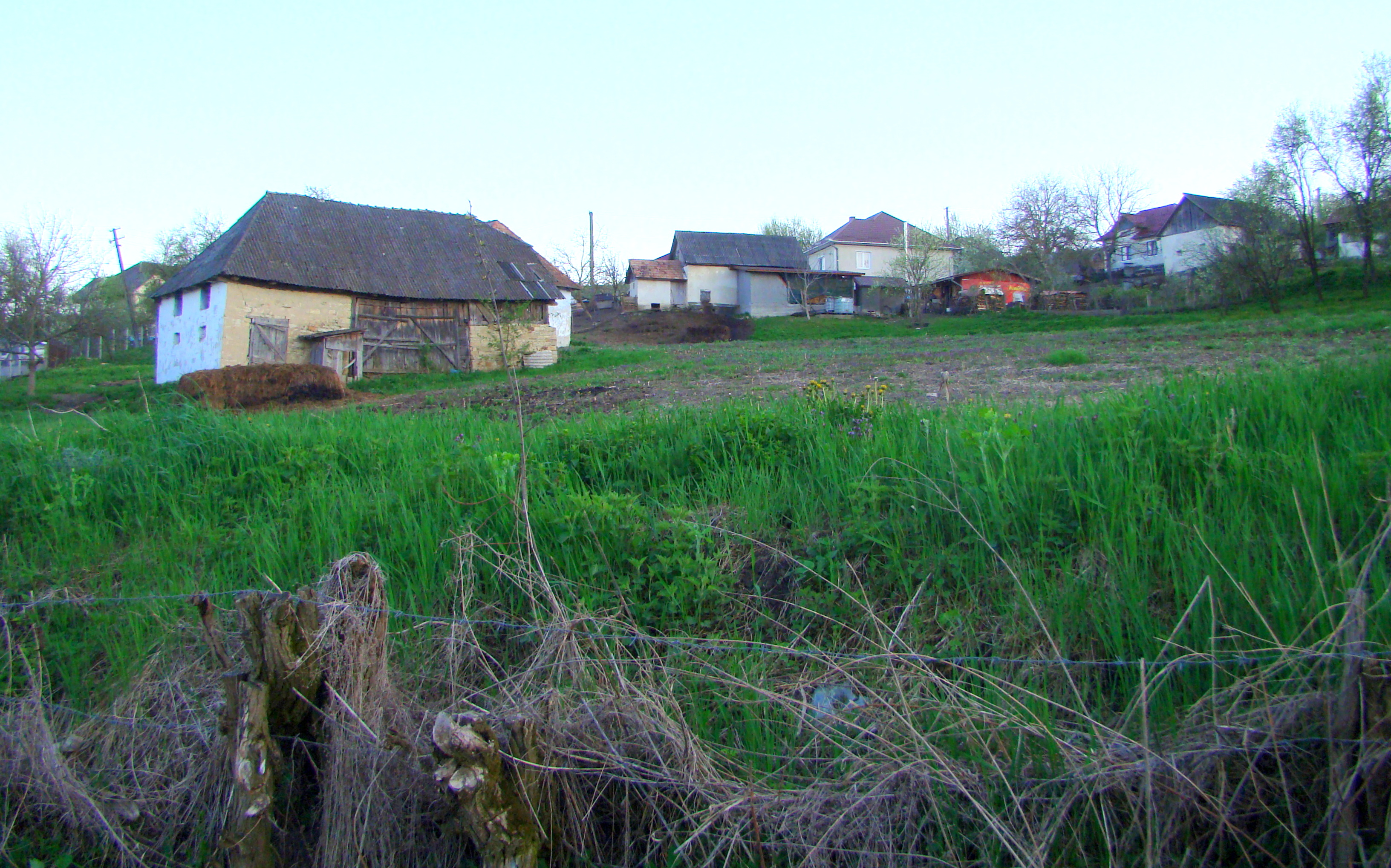
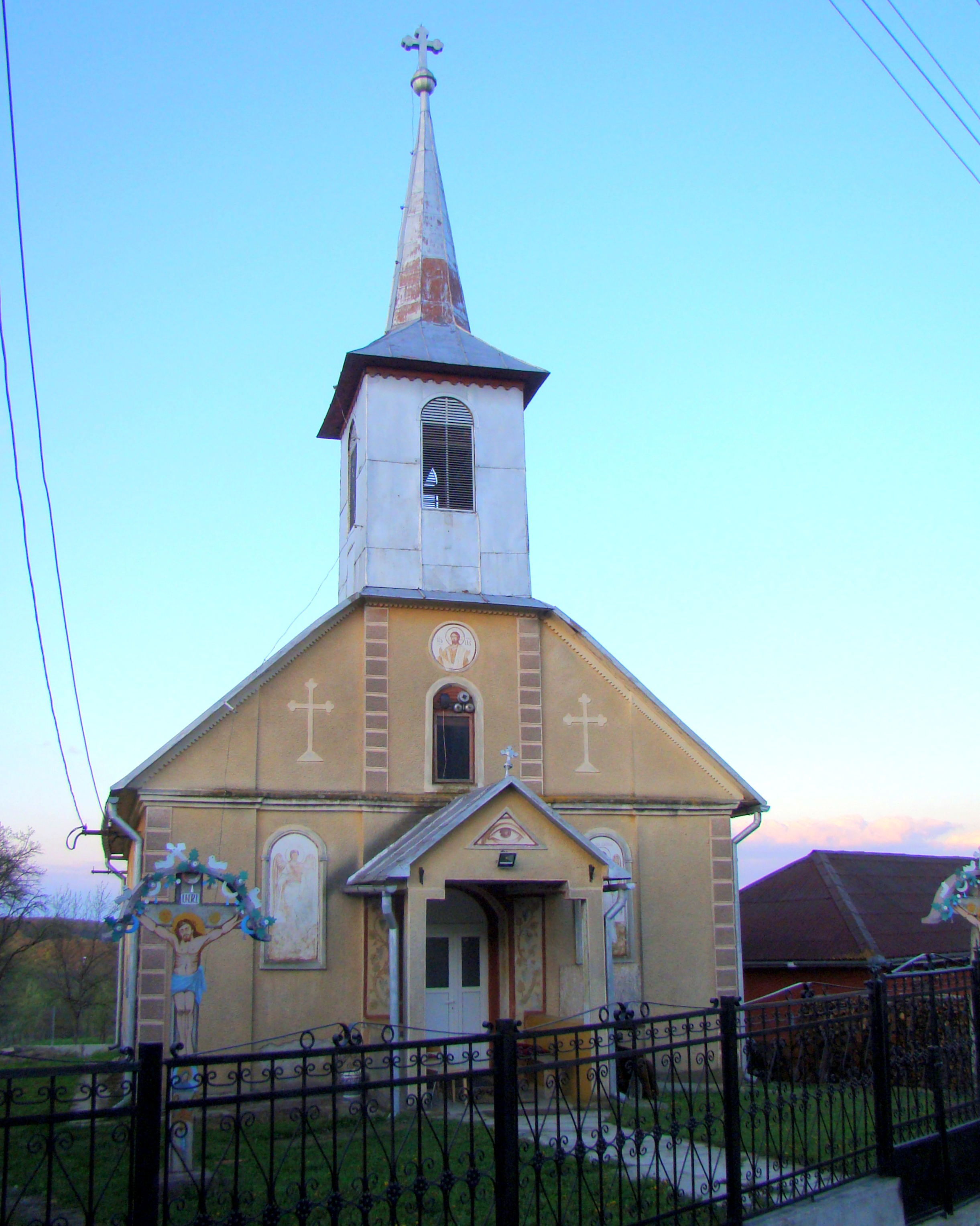
Biserica ortodoxă
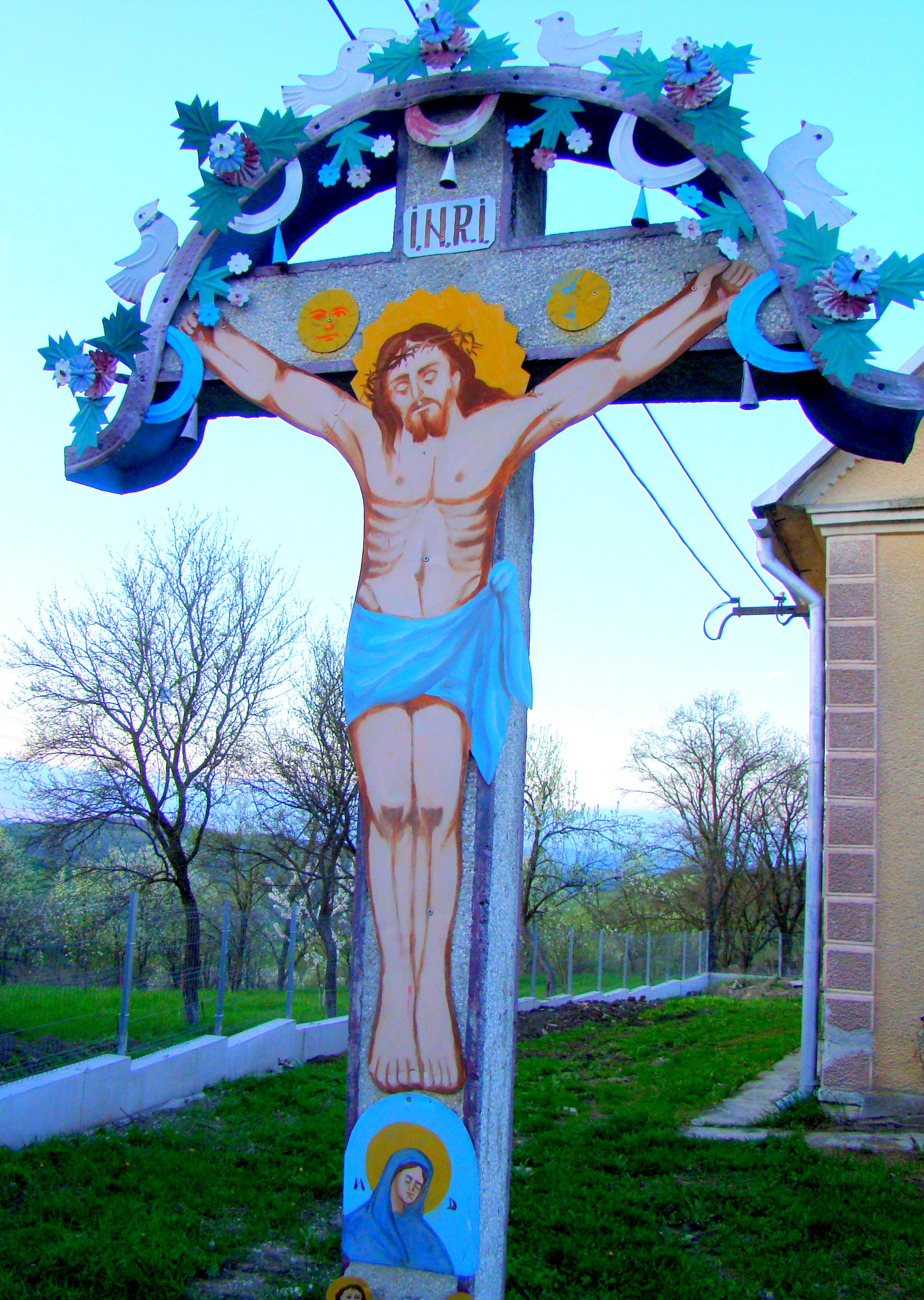